# Château de Charleval
Ne doit pas être confondu avec Charleval.
Le château de Charleval est un projet architectural du roi de France Charles IX situé sur le territoire de la commune française de Charleval, dans le l'département de l'Eure en région Normandie.

## Localisation
Les vestiges du château : jardin ; douves ; chapelle et communs, sont situés à Charleval, dans le département français de l'Eure. Le site était proche de Fleury-sur-Andelle et de la forêt de Lyons.

## Historique
Aimant chasser en forêt de Lyons, le jeune roi de France Charles IX est séduit par le site de Noyon et décide d'acquérir l'endroit. Il fait exproprier les tenanciers occupant les terres où il désirait asseoir son château : le prieuré Saint-Martin est détruit à ce moment, tout comme quarante-quatre maisons l'hôtel-Dieu. Il spécifie la construction d'un château de style Renaissance française.
Les travaux débutent avant 1570. La Saint-Barthélemy ralentit les travaux de construction, alors que les jardins commençaient à prendre leur essor. La mort du roi le 30 mai 1574 marque l'arrêt du chantier, laissant le château inachevé. Il devait être quatre fois plus grand que le château de Chambord et de style baroque. Seul affleurait le premier étage du seul corps de bâtiment entrepris. Un logis provisoire a cependant été édifié, afin de permettre au roi de brefs séjours. Il comprenait deux pavillons dits « du Roi » et « de la Reine ». Le second subsiste encore aujourd'hui, devenu une maison d'habitation appartenant à un particulier. Les seuls vestiges du château sont les fossés et un bâtiment de communs ainsi qu'une cheminée dans la salle des fêtes Charles IX de la commune.
Le château est attribué aux Androuet du Cerceau : Jacques Ier et son fils Jean-Baptiste, auxquels s'ajoutent quelques collaborateurs connus : Jean Gallia, Hieronymus Corda et André Cuarda, Guillaume Marchant, selon la Base Mérimée, ainsi que Jean Ferey (1518-1590), secrétaire des finances, seigneur de Durescu, qui fut le surintendant du chantier et aurait proposé le site au roi comme le rapporte Jacques Androuet du Cerceau :

« Ceste place [Charleval] est assise et située en Normandie sur le chemin de Paris à Rouan [sic], prochain le bourg de Fleury Fleury-sur-Andelle. Le roy Charles IX ayant désir faire bastir quelque lieu, fut  aduerty par le sieur de Durescu, de cette place, qui est en un vallon, enclos et circuy de montaignes, au dessus desquelles est la forest de Lions. Et entre lesdictes montaignes y a de belles veuës : vne entre autres, laquelle estend son regard par un vallon jusqu'à la riuiere de Seine, distante de trois lieuës du lieu […]. »

.
Le château est racheté au XVIIe siècle par Faucon de Ris, premier président au Parlement de Normandie.

### Description

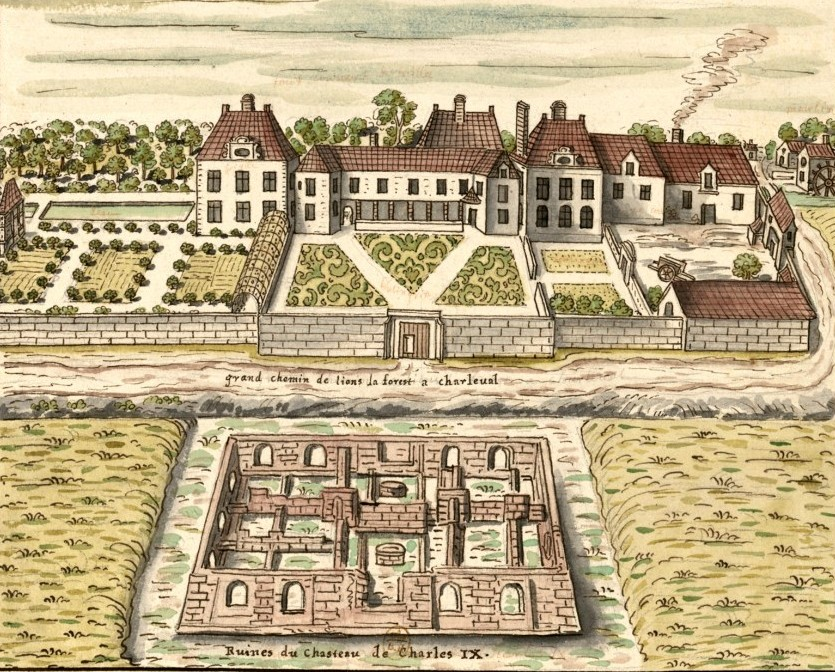
Vue du Château de Charleval (détail).
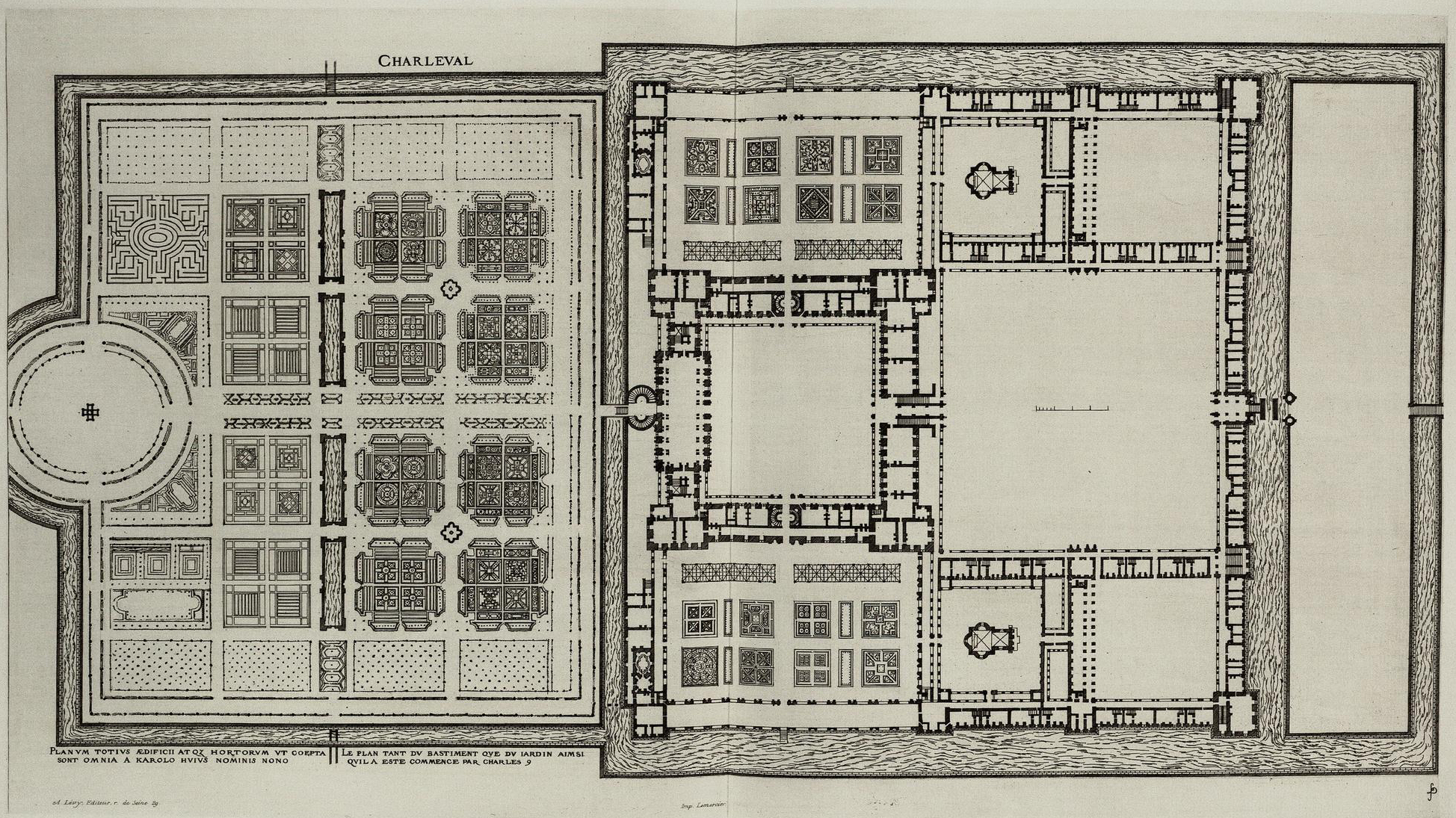
Plan du château et des jardins.
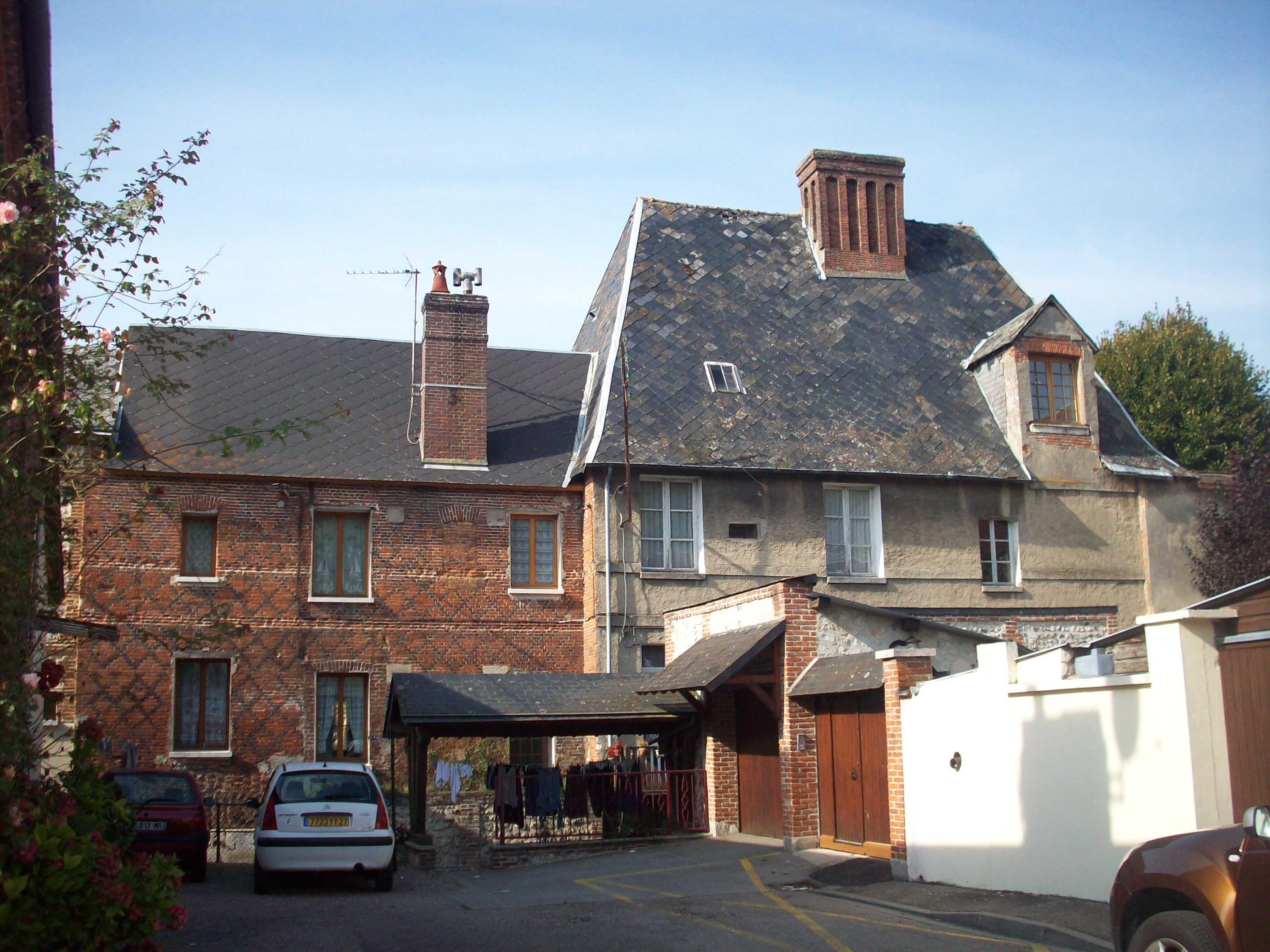
Salle Charles IX avec sa cheminée monumentale.